# Падарм
Падарм (фр. Pas d'armes) — разновидность рыцарского турнира, существовавшая в XV — XVI веках. 

## Особенности
От традиционных турнирных забав — группового боя и конного единоборства на копьях поверх перегородки (фр. joute équestre, итал. giostra) — падарм отличался наличием театрализованного постановочного элемента. Следуя куртуазной моде на романы артуровского и каролингского циклов, а также подражанию подвигам Ричарда Львиное Сердце, устроители турниров стали проводить состязания с помощью литературного сценария и пышных декораций. Основой сюжета постановок был бой за право проехать к некоему важному или сакральному месту, или оборона замка Прекрасной дамы. Рыцарь, бросавший вызов (tenant), был защитником прохода, скрещения путей или ворот замка, которыми по очереди должны были пытаться овладеть ответчики (venants). Отсюда произошло само название турнира — Pas d’armes — «вооруженное прохождение». Во время падарма «Древо Карла Великого» имитировалась оборона Ронсеваля Роландом, а в ходе падарма «Крыльцо Феи» рыцарь Филипп де Лален оборонял ворота замка таинственной Дамы.
Самые знаменитые падармы проводились в Бургундском герцогстве, являвшемся законодателем куртуазных правил (падармы «Прекрасная Паломница» (1449), «Источник Слез» (1449—1450), «Крыльцо Феи» (1463)), а также в Испании (пассо «Фуэрте Вентура» (1428)) и владениях короля Рене Доброго — Лотарингии и Провансе (падармы «Путы Дракона» (1445), «Пастушка» (1449)). После гибели Бургундского государства и упадка куртуазной культуры вследствие снижения роли рыцарства в эпоху господства профессиональной пехоты, к середине XVI века падармы, как и турниры вообще, перестали проводиться.
Йохан Хейзинга в рамках своей культурологической концепции «блестящего упадка Средневековья» отмечает, что устройство падармов «перегружено роскошью и украшательством, исполнено красочности и фантазии», но «в большинстве случаев на этих поединках лежит налет меланхолии».

## Знаменитые падармы
- Passo de la Fuerte Ventura (1428)
- Passo Honroso (1434)
- Pas d'armes de l'Arbre Charlemagne (Марсанне-ла-Кот, 1443)
- Pas d'armes de l'Emprise du Dragon (Нанси, 1445)
- Pas d'armes de la Rocher Périlleux (1445)
- Pas d'armes de la Joyeuse Garde (1446)
- Pas d'armes de la Belle Pélerine (Сент-Омер, 1449)
- Pas d'armes de la Fontaine des Pleurs (Шалон-сюр-Сон, 1449—1450)
- Pas d'armes de la Bergère (или de la Pastourelle, Тараскон, 1449)
- Pas d'armes du Chevalier au Cygne (1454)
- Pas d'armes du Pin aux Pommes d'Or (1455)
- Pas d'armes de la Dame Inconnue (1463)
- Pas d'armes du Perron Feé (Брюгге, 1463)
- Pas d'armes de l'Arbre d'Or (Брюгге, 1468)
- Pas d'armes de la Dame Sauvage (1470)